# César Montes
César Jasib Montes Castro (sinh ngày 24 tháng 2 năm 1997), còn được gọi là El Cachorro, là một cầu thủ bóng đá chuyên nghiệp người México hiện thi đấu ở vị trí trung vệ cho câu lạc bộ Monterrey tại Liga MX và đội tuyển quốc gia México.

## Thống kê sự nghiệp

### Câu lạc bộ
Tính đến ngày 23 tháng 10 năm 2022
| Club         | Season       | League       | League | League | Cup  | Cup   | Continental | Continental | Other | Other | Total | Total |
| Club         | Season       | Division     | Apps   | Goals  | Apps | Goals | Apps        | Goals       | Apps  | Goals | Apps  | Goals |
| ------------ | ------------ | ------------ | ------ | ------ | ---- | ----- | ----------- | ----------- | ----- | ----- | ----- | ----- |
| Monterrey    | 2015–16      | Liga MX      | 33     | 1      | 4    | 1     | —           | —           | —     | —     | 37    | 2     |
| Monterrey    | 2016–17      | Liga MX      | 33     | 4      | 6    | 0     | 2           | 1           | —     | —     | 41    | 5     |
| Monterrey    | 2017–18      | Liga MX      | 27     | 0      | 10   | 0     | —           | —           | —     | —     | 37    | 0     |
| Monterrey    | 2018–19      | Liga MX      | 25     | 2      | 1    | 0     | 7           | 0           | —     | —     | 33    | 2     |
| Monterrey    | 2019–20      | Liga MX      | 24     | 1      | 10   | 1     | —           | —           | 2     | 0     | 36    | 2     |
| Monterrey    | 2020–21      | Liga MX      | 30     | 0      | —    | —     | 6           | 0           | —     | —     | 36    | 0     |
| Monterrey    | 2021–22      | Liga MX      | 28     | 1      | —    | —     | —           | —           | 1     | 1     | 29    | 2     |
| Monterrey    | 2022–23      | Liga MX      | 16     | 0      | —    | —     | —           | —           | —     | —     | 16    | 0     |
| Monterrey    | Total        | Total        | 216    | 9      | 31   | 2     | 15          | 1           | 3     | 1     | 265   | 13    |
| Career total | Career total | Career total | 216    | 9      | 31   | 2     | 15          | 1           | 3     | 1     | 265   | 13    |

1. 1 2 3  Appearances in CONCACAF Champions League
2. 1 2  Appearances in FIFA Club World Cup

### Quốc tế
Tính đến ngày 24 tháng 3 năm 2024
| México | México | México |
| Năm    | Trận   | Bàn    |
| ------ | ------ | ------ |
| 2017   | 5      | 0      |
| 2019   | 4      | 0      |
| 2020   | 2      | 0      |
| 2021   | 7      | 1      |
| 2022   | 15     | 0      |
| 2023   | 9      | 0      |
| 2024   | 2      | 0      |
| Tổng   | 44     | 1      |

#### Bàn thắng quốc tế
Bàn thắng và kết quả của México được để trước.
| #  | Ngày                | Địa điểm                               | Đối thủ | Bàn thắng | Kết quả | Giải đấu |
| -- | ------------------- | -------------------------------------- | ------- | --------- | ------- | -------- |
| 1. | 30 tháng 6 năm 2021 | Sân vận động Nissan, Nashville, Hoa Kỳ | Panama  | 2–0       | 3–0     | Giao hữu |